# Żelewski III
Żelewski III (Zelewski, Brochwicz odmienny) – kaszubski herb szlachecki.

## Opis herbu
Herb występował przynajmniej w trzech wariantach. Opisy z wykorzystaniem zasad blazonowania, zaproponowanych przez Alfreda Znamierowskiego:
W polu pół jelenia wyskakującego z kępy trzcin.
Klejnot: nad hełmem bez korony trzy pióra strusie.
Labry nieznanej barwy.

## Najwcześniejsze wzmianki
Herb wymieniany przez Nowego Siebmachera.

## Herbowni
Żelewski (Zelewski), gałąź z Siemirowic. W 1 połowie XIX wieku dział A w Siemirowicach posiadał Julius von Zelewski.
Gałąź z przydomkiem Bach pieczętowała się herbem Żelewski, gałąź z Paraszyna używała herbu Żelewski II. Von Zelewscy z Prus Wschodnich używali herbu Żelewski IV. Inni Zelewscy, osiadli w ziemi chełmińskiej i sztumskiej, używali herbu Żelewski V. Z nazwiskiem tym skojarzono też herb Żelewski VI, ale nie wiadomo, czy nie jest to błąd (miał on należeć do pewnego Żelewskiego z Paraszyna, ale jest znacznie inny od potwierdzonych herbów Żelewskich z Paraszyna).